# Chi Bọt ếch
Glochidion là một chi thực vật có hoa thuộc họ Diệp hạ châu (Phyllanthaceae), chứa khoảng 300 loài. Phân bố chủ yếu ở Đông Dương.

## Đặc điểm
Cây gỗ đến cây bụi, đơn tính cùng gốc, hiếm khi đơn tính khác gốc; lông tơ sơ, thường thì không có. Lá mọc cách hoặc mọc vòng; lá kèm dày, hầu hết là lá không rụng; cuống lá ngắn; phiến lá dạng thông thường, mép lá nguyên, gân lá hình lông chim. Hoa ở nách lá hoặc trên đó, mọc thành chùm hay thành xim hoặc thành tán, nách lá gần điểm gắn mang hoa đực, nách lá xa điểm gắn thường có hoa cái, cuống hoa thường rõ thấy. Hoa đực: cuống hoa mảnh hoặc gần như không có; lá đài 5 hoặc 6, xếp gối lên nhau; không có cánh hoa; không có hoa đĩa; 3–8 nhị, hợp lại thành trụ thuôn dài hoặc elip, ngắn hơn lá đài; bao phấn 2 ô phấn, hướng ngoài, dài hẹp, nứt bao phấn theo đường dọc, chỉ nhị nối dài thành đầu nhọn đứng; không có nhụy cái thoái hóa. Hoa cái: cuống hoa chắc và ngắn hoặc gần như không cuống; lá đài tương tự như ở đực, nhưng hơi dày hơn; bầu nhụy hình cầu, 3–15 ô; 2 noãn trên mỗi ô; vòi nhụy hợp lại thành trụ ngắn, dày, hình trụ, đầu nhụy chia thùy hoặc thành dạng răng, hiếm khi không có. Quả nang, hình cầu hoặc hình cầu lõm, có rãnh dọc nổi rõ, lõm ở đỉnh, nứt ra thành 3–15 mảnh quả 2 van khi đủ chín, hiếm khi không chia thùy; lớp vỏ ngoài dai như da hoặc mỏng khô như giấy; lớp vỏ trong cứng; vòi nhụy thường không rụng. Hạt không có mộng, hình bán cầu hoặc dẹt mặt bên ±; nội nhũ bùi bùi; lá mầm giẹp.

## Hệ sinh thái
Glochidion được chú ý vì cơ chế thụ phấn, liên quan đến mối quan hệ cộng sinh với bướm đêm thuộc chi Epicephala.

## Hình ảnh

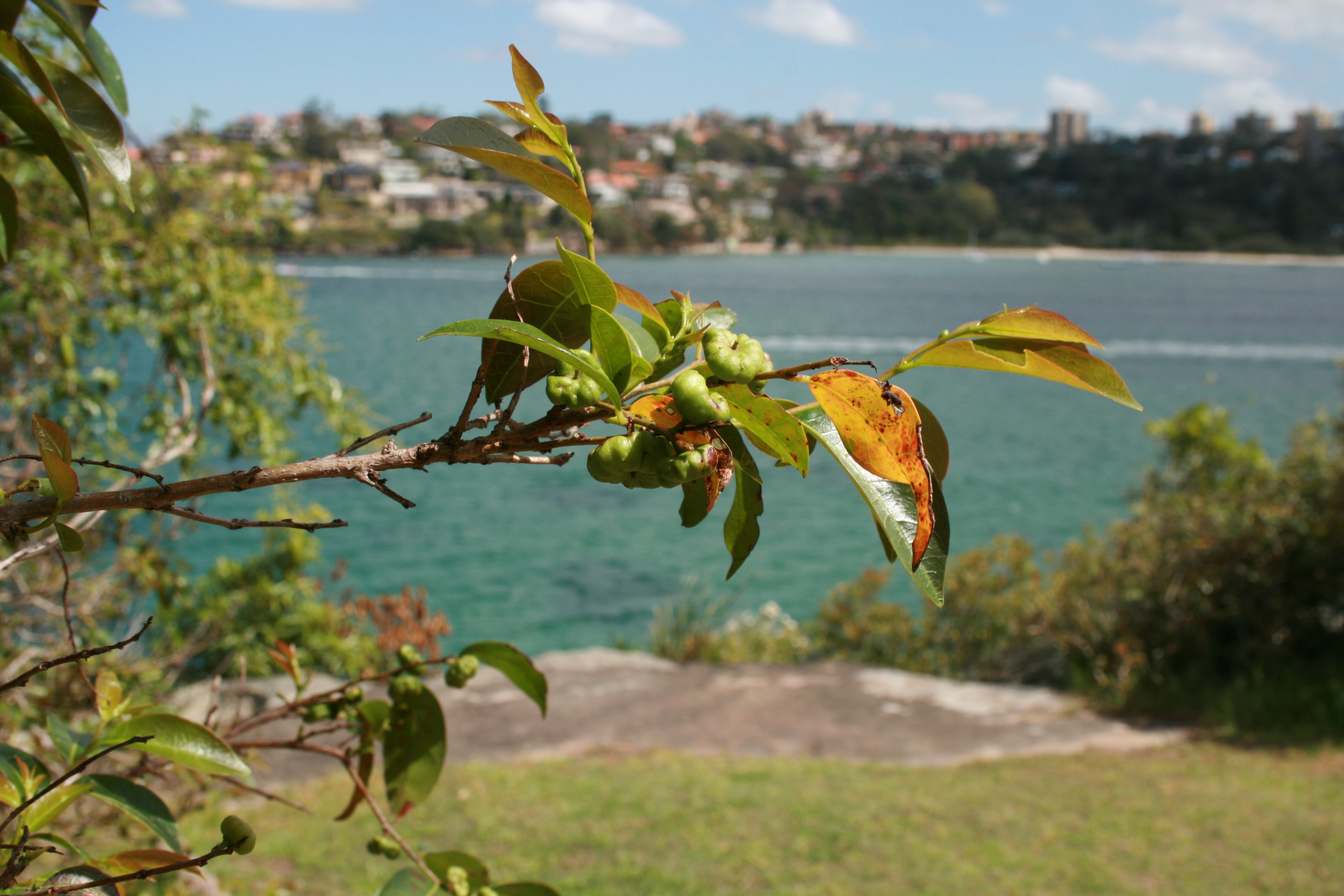
Quả Glochidion ferdinandi
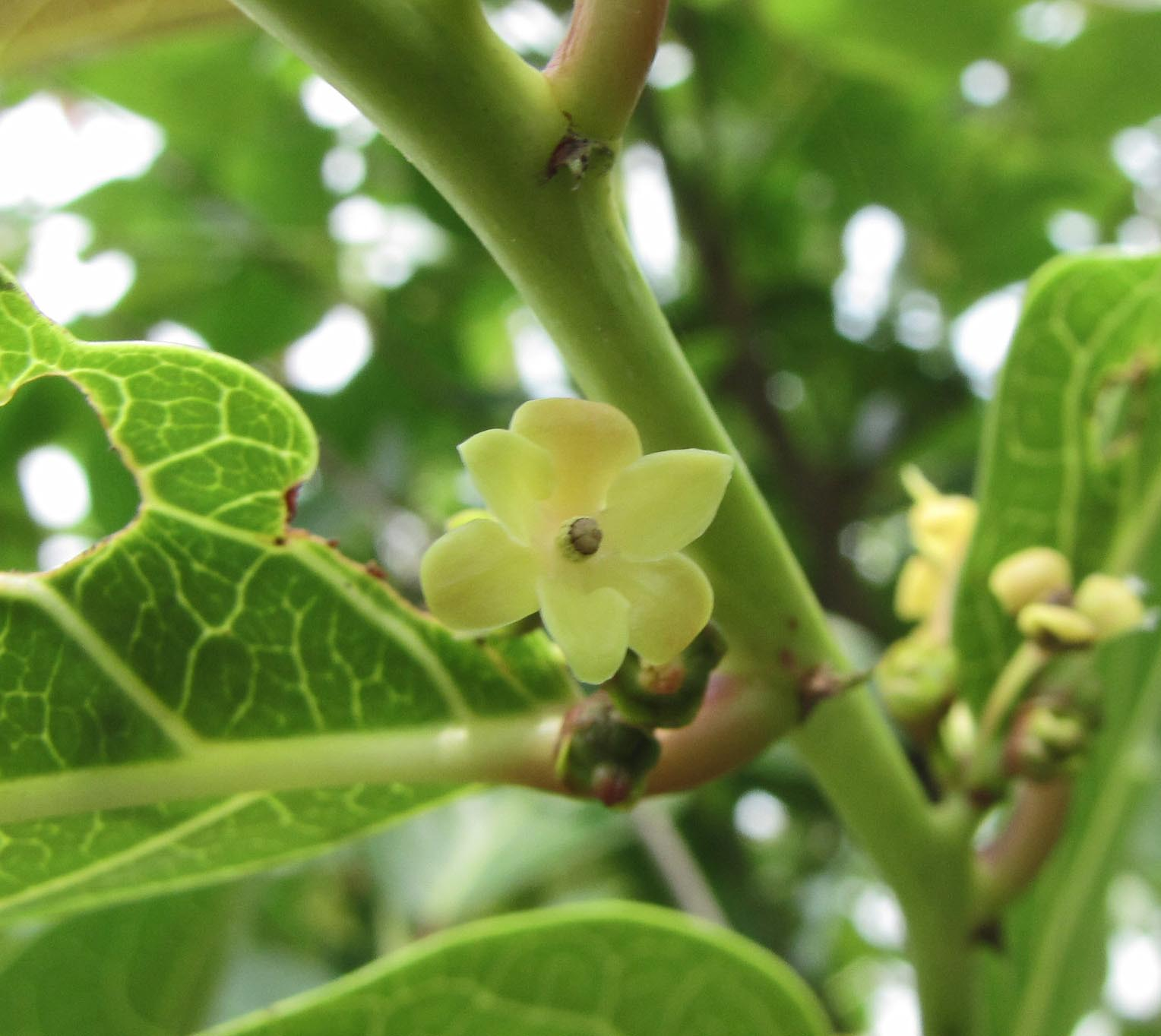
Hoa Glochidion zeylanicum